# Монсанту (Іданя-а-Нова)
Монсанту (порт. Monsanto; МФА: [mõ.ˈsɐ̃.tu]) — парафія в Португалії, у муніципалітеті Іданя-а-Нова. Розташована в східній частині країни, на теренах історичної португальської провінції Бейра. Входить до складу округу Каштелу-Бранку. За адміністративним поділом, чинним до 1976 року, терени парафії були складовою провінції Нижня Бейра. Належить до Порталегрівсько-Каштелу-Бранківської діоцезії Католицької церкви. Патрон — Ісус Христос. Площа — 131,9464 км². Населення — 829 ос. (2011). Слабо урбанізований регіон. Густота населення — 6,28 осіб/км²
. Код — 050508.

## Назва
- Монс-Санктус (лат. Mons Sanctus, «свята гора») — латинська середньовічна назва.
- Монса́нто (ісп. і ст.-порт. Monsanto, від) — старопортугальська й іспанська назви.
- Монса́нту  (порт. Monsanto) — сучасна португальська назва.

## Географія

Іданя-а-Нова (2013)
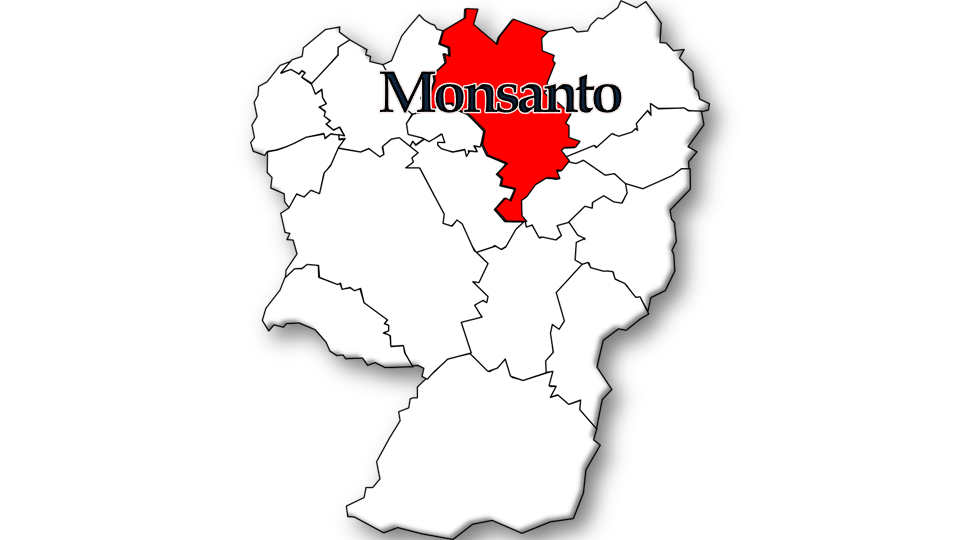
Монсанту

## Історія

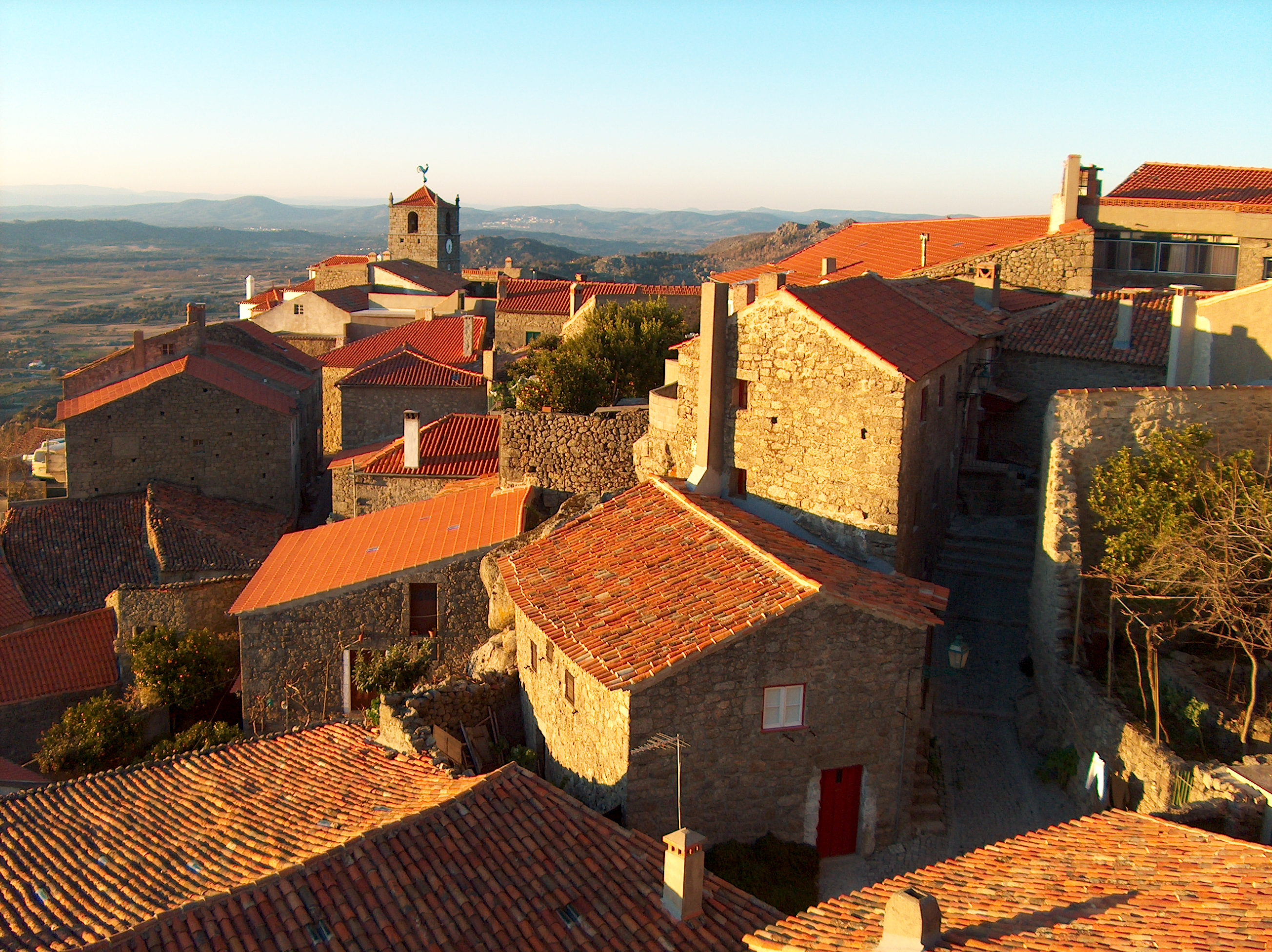
Старе містечко

1165 року португальський король Афонсу І дарував поселення Монсанту лицарю Гуалдіну Пайшу. Під його керівництвом почалося будівництво Монсантівського замку. 1174 року король надав Монсанту форал, яким визнав за поселенням статус містечка та муніципальні самоврядні права. Ці права були підтверджені королями Санчо I (1190), Афонсу II (1217), Дінішем (1308), Мануелем І (1510). У новому часі містечко перетворилося на село.
Згідно з повідомленнями Фернана Лопеша, 1383 року, на початку Португальського міжкоролів'я (1383—1385), Монсанту підтримувало королеву-регентшу Леонору та її доньку Беатріш. Проте вже через рік мешканці містечка допомагали їхньому опоненту, авіському магістру й майбутньому королю Жуану І.
1938 року Монсанту отримав прізвисько «Найбільш португальського села Португалії» (порт. Aldeia mais Portuguesa de Portugal).

## Населення
| Кількість мешканців | Кількість мешканців | Кількість мешканців | Кількість мешканців | Кількість мешканців | Кількість мешканців | Кількість мешканців | Кількість мешканців | Кількість мешканців | Кількість мешканців | Кількість мешканців | Кількість мешканців | Кількість мешканців | Кількість мешканців | Кількість мешканців | Кількість мешканців | Кількість мешканців |
| ------------------- | ------------------- | ------------------- | ------------------- | ------------------- | ------------------- | ------------------- | ------------------- | ------------------- | ------------------- | ------------------- | ------------------- | ------------------- | ------------------- | ------------------- | ------------------- | ------------------- |
| 1496                | 1527                | 1864                | 1878                | 1890                | 1900                | 1911                | 1920                | 1930                | 1940                | 1950                | 1960                | 1970                | 1981                | 1991                | 2001                | 2011                |
| 309                 | 494                 | 1 746               | 1 853               | 2 057               | 2 574               | 2 886               | 2 704               | 3 078               | 3 689               | 3 846               | 3 541               | 2 691               | 1 951               | 1 443               | 1 160               | 829                 |

## Пам'ятки
- Монсантівський замок — середньовічний замок ХІІ століття.